# Apple Lossless
Apple Lossless (také známý jako Apple Lossless Encoder, ALE případně Apple Lossless Audio Codec, ALAC) je formát kódování audia, vyvinutý společností Apple pro bezztrátovou kompresi hudby. Původně byl vyroben pro zařízení Apple, ale stává se stále více podporován.
ALAC je kodek používaný pro kódování zvukových dat, nikoli formát kontejneru zvukových souborů. Pro ukládaní hudby kódované pomocí Apple Lossless je použit kontejner MP4; soubory mají příponu .m4a. Apple Lossless není založen na AAC, ale používá lineární predikci podobně jako ostatní bezztrátové audio kodeky, například FLAC a Shorten. Není použitá žádná metoda DRM, ale díky povaze kontejneru je možné DRM aplikovat na ALAC stejně jako u ostatních souborů využívajících QuickTime kontejnery.
Apple Lossless podporuje bitové hloubky 16, 20, 24 a 32 bitů a vzorkovací frekvenci od 1 do 384 000 Hz. Teoreticky by však mohly být podporovány frekvence až do 4 294 967 295 (2^32–1) Hz.
Apple tvrdí, že audio soubory komprimované pomocí ALAC budou potřebovat přibližně polovinu velikosti nekomprimovaných dat. Testy bylo zjištěno, že soubory průměrně dosahují 40–60% původní velikosti, podobně jako ostatní bezztrátové formáty. Avšak na rozdíl od ostatních formátů není Apple Lossless náročný na dekompresi a je tak použitelný i v přístrojích s omezeným zdrojem energie jako například iPod.
Apple Lossless byl představen 28. dubna 2004 jako součást QuickTime verze 6.5.1, je tudíž použitelný v iTunes verze 4.5. Kodek je také používaný v AirPort Express.
Ve starších přehrávačích společnosti Apple lze tento formát přehrát s firmwarem Rockbox, který je poskytován zdarma.
Na WWDC v červnu 2021 přidal Apple do Apple Music hudbu bez ztráty a prostorový zvuk. Což byla jedna z největších aktualizací Apple Music za poslední roky. Na začátku bylo nabízeno pouze 20 milionů bezeztrátových skladeb, do konce roku 2021 podporoval bezeztrátovou kvalitu zvuku celý katalog Apple Music.
Kromě AAC Apple Music nyní také poskytuje hudbu kódovanou pomocí ALAC v rozlišení od 16-bit/44,1 kHz (CD kvalita) až po 24-bit/192 kHz (Hi-Res). Apple Lossless však není kompatibilní s bezdrátovými sluchátky. Mohou používat pouze ztrátové AAC, protože fungují na Bluetooth, který má své vlastní limity. Vysílací rádio a hudební videa nejsou v Apple Lossless k dispozici. Kromě toho vlastní adaptér Apple Lightning na 3,5mm jack pro sluchátka, stejné jako některé adaptéry pro zařízení Android, nepodporuje Hi-Res Lossless, takže je potřeba externí digitálně-analogový převodník, podporující 24-bit/192 kHz. Apple TV momentálně nemá Hi-Res Lossless. Nativní přehrávání skladeb se vzorkovací frekvencí až 96 kHz je možné na 14palcovém MacBooku Pro a 16palcovém MacBooku Pro. Apple Lossless vyžaduje iOS 14.6 nebo vyšší, iPadOS 14.6 nebo vyšší, Big Sur 11.4 nebo vyšší, tvOS 14.6 nebo vyšší nebo telefony s Androidem s aplikací Apple Music 3.6 nebo novější.
David Hammerton a Cody Brocious analyzovali a dekódovali tento formát bez jakékoli dokumentace. 5. března 2005 Hammerton publikoval jednoduchý open source dekodér, napsaný v programovacím jazyku C. Kodér a dekodér tohoto formátu byly uvolněny 27. října 2011 pod open-source licencí Apache verze 2.0.
Dekodér pro formát Apple Lossless je k dispozici ve volné knihovně libavcodec. To znamená, že jakýkoli přehrávač médií založený na této knihovně, včetně VLC media player a Mplayer, může přehrávat soubory Apple Lossless. AAC je tedy stále lépe podporovaný standard, protože může být přehrán mnoha dalšími přehrávači.
Windows Media Player 12 v roce 2015 přidal nativní podporu pro mnoho formátů včetně Apple Lossless. Windows verze N umí také kódovat a dekódovat ALAC, protože existuje balíček Media Feature Pack, který lze stáhnout jako volitelnou funkci.